# 京都府道16号宮津野田川線
京都府道16号宮津野田川線（きょうとふどう16ごう みやづのだがわせん）は、京都府宮津市小田附近を起点に与謝郡与謝野町上山田附近に至る府道（主要地方道）である。

## 概要
山間部を通り、道幅は狭いが宮津市南西部と隣接する2つの町にとって重要な生活道路である。当初は1959年に一般府道として認定されたが、その後主要地方道へ昇格した。なお、路線番号の16は、国道178号が1982年4月1日に与謝郡伊根町や京丹後市丹後町間人を経由する路線に変更されるまで宮津間人久美浜線として使用されていた。

### 路線データ
- 起点：宮津市小田
- 終点：与謝郡与謝野町石川

## 歴史
- 1993年（平成5年）5月11日 - 建設省から、府道宮津野田川線が宮津野田川線として主要地方道に指定される[1]。

## 地理

### 通過する自治体
- 宮津市
- 与謝郡与謝野町

### 交差する道路
- 京都府道9号綾部大江宮津線（宮津市小田、起点）
- 京都府道705号中藤加悦線（与謝郡与謝野町香河）
- 国道176号（与謝郡与謝野町石川・中地交差点、終点）

### 沿線にある施設など
- 陣取古墳群
- 与謝野町立石川小学校
- 石川郵便局
- 丹後海陸交通